# Simone Petilli
Simone Petilli (Bellano, 4 de maio de 1993) é um ciclista profissional italiano que atualmente corre para a equipa Circus-Wanty Gobert.

## Palmarés
2015
- Ronde d'Isard, mais 1 etapa

## Resultados nas Grandes Voltas e Campeonatos do Mundo
| Carreira           | 2014 | 2015 | 2016 | 2017 | 2018 | 2019 |
| ------------------ | ---- | ---- | ---- | ---- | ---- | ---- |
| Giro d'Italia      | -    | -    | 77.º | 26.º | -    | -    |
| Tour de France     | -    | -    | -    | -    | -    | -    |
| Volta a Espanha    | -    | -    | -    | -    | Ab.  | -    |
| Mundial em Estrada | -    | -    | -    | -    | -    | -    |

-: não participa

Ab.: abandono